# Union méditerranéenne d'athlétisme
L’Union méditerranéenne d'athlétisme (UMA) (en anglais, Mediterranean Athletics Union) a été constituée à Daegu le 25 août 2011. Elle réunit 25 fédérations d'athlétisme qui sont riveraines de la mer Méditerranée, comme déjà prévu lors des Championnats d'Europe en salle à Paris. Trois continents sont concernés mais également les équipes israélienne et palestinienne. La présidence de la MAU a été confiée à Bernard Amsalem avec comme coprésident le Tunisien Fathi Hachicha. Parmi les objectifs de la MAU augmenter les échanges entre les pays membres et le développement de l'athlétisme, avec une attention particulière vers les régions moins développées. Ils organisent les Championnats méditerranéens d'athlétisme des moins de 23 ans.

## Fédérations membres
En 2018, 28 fédérations font partie de l'Union méditerranéenne d'athlétisme (le Kosovo y adhère en 2017) :
| Pays               | Fédération                                       |
| ------------------ | ------------------------------------------------ |
| Albanie            | Federata Shqiptare e Atletikës                   |
| Algérie            | Fédération algérienne d'athlétisme               |
| Andorre            | Federació Andorrana d'Atletisme                  |
| Bosnie-Herzégovine | Fédération d'athlétisme de Bosnie-et-Herzégovine |
| Chypre             | Association d'athlétisme amateur de Chypre       |
| Croatie            | Hrvatski Atletski Savez                          |
| Espagne            | Fédération royale espagnole d'athlétisme         |
| Égypte             | Fédération égyptienne d'athlétisme               |
| France             | Fédération française d'athlétisme                |
| Grèce              | Association hellénique d'athlétisme amateur      |
| Israël             | Israeli Athletic Association                     |
| Italie             | Fédération italienne d'athlétisme                |
| Liban              | Fédération du Liban d'athlétisme                 |
| Macédoine du Nord  | Atletska Federacija na Makedonija                |
| Malte              | Malta Amateur Athletic Association               |
| Maroc              | Fédération marocaine d'athlétisme                |
| Monaco             | Fédération monégasque d'athlétisme               |
| Monténégro         | Fédération monténégrine d'athlétisme             |
| Palestine          | Fédération palestinienne d'athlétisme            |
| Portugal           | Federação Portuguesa de Atletismo                |
| Saint-Marin        | Federazione Sammarinese Atletica Leggera         |
| Serbie             | Atletski Savez Srbije                            |
| Slovénie           | Atletska Zveza Slovenije                         |
| Tunisie            | Fédération tunisienne d'athlétisme               |
| Turquie            | Türkiye Atletizm Federasyonu                     |

## Voir aussì
- Jeux méditerranéens